# USA i olympiska vinterspelen 2002
USA deltog i olympiska vinterspelen 2002.USA:s trupp bestod av 202 idrottare varav 115 var män och 87 kvinnor. USA:s yngsta deltagare var Lyndsay Wall (16 år, 277 dagar) och den äldsta var Joni Cotten (48 år, 267 dagar).

## Medaljer

### Guld
- Bob
  - Dubbel, damer: Jill Bakken & Vonetta Flowers
- Konståkning
  - Damer: Sarah Hughes
- Short Track
  - Herrar 1500 m:, Apolo Anton Ohno
- Skeleton
  - Herrar: Jim Shea
  - Damer: Tristan Gale
- Snowboard
  - Halfpipe, Herrar: Ross Powers
  - Halfpipe, Damer: Kelly Clark
- Skridsko
  - Herrar 500 m: Casey FitzRandolph
  - Herrar 1500 m: Derek Parra
  - Damer 1000 m: Christine Witty

### Silver
- Alpin skidåkning
  - Herrar Kombinerad: Bode Miller
  - Herrar Storslalom: Bode Miller
- Bob
  - Fyra-manna, Todd Hays, Randy Jones, Bill Schuffenhauer, Garrett Hines
- Freestyle
  - Herrar Hopp: Joe Pack
  - Herrar Puckelpist: Travis Mayer
  - Damer Puckelpist: Shannon Bahrke
- Ishockey
  - Herrar: Mike Dunham, Brian Leetch, Brian Rafalski, Tom Poti, Phil Housley, Keith Tkachuk, Mike Modano, John LeClair, Tony Amonte, Brian Rolston, Bill Guerin, Brett Hull, Chris Drury, Gary Suter, Chris Chelios, Adam Deadmarsh, Tom Barrasso, Aaron Miller, Mike Richter, Doug Weight, Scott Young, Mike York, Jeremy Roenick
  - Damer: Sara Decosta, Tara Mounsey, Courtney Kennedy, Angela Ruggiero, Lyndsay Wall, Karyn Bye, Sue Merz, Laurie Baker, Andrea Kilbourne, A.J. Mleczko, Jenny Potter, Julie Chu, Shelley Looney, Krissy Wendell, Katie King, Cammi Granato, Natalie Darwitz, Chris Bailey, Tricia Dunn, Sarah Tueting
- Rodel
  - Herrar Dubbel: Brian Martin & Mark Grimmette
- Short Track
  - Herrar 1000 m: Apolo Anton Ohno
- Skeleton
  - Damer: Lea Ann Parsley
- Snowboard
  - Herrar Halfpipe: Danny Kass
- Skridsko
  - Men's 5000 m: Derek Parra

### Brons
- Bob
  - Fyra-manna: Brian Shimer, Mike Kohn, Doug Sharp, Dan Steele
- Konståkning
  - Herrar: Timothy Goebel
  - Damer: Michelle Kwan
- Rodel
  - Herrar dubbel: Chris Thorpe & Clay Ives
- Short Track
  - Herrar 500 m: Rusty Smith
- Snowboard
  - Herrar Halfpipe: Jarret Thomas
  - Herrar Parallellstorslalom Chris Klug
- Skridsko
  - Herrar 500 m: Kip Carpenter
  - Herrar 1000 m: Joey Cheek
  - Damer 1000 m: Jennifer Rodriguez
  - Damer 1500 m: Jennifer Rodriguez